# مجزرة شيراز 2022
مجزرة شيراز 2022 وتُعرَف أيضًا باسمِ الهجوم على مسجد شاه جراغ هو هجوم مسلح حدث في 26 تشرين الأول/أكتوبر 2022 على مرقد شاه ‌جراغ في مدينة شيراز، إيران، والذي أسفر عن مقتل 13 شخصًا وإصابة أكثر من 40 آخرين. أعلنت السلطة القضائية في إيران أن الهجوم هو «هجوم إرهابي». بعد ساعة من الهجوم أصدرَ داعش بيانًا تبنَّى فيهِ المسؤوليّة عن هذه المجزرة.
في وقت لاحق، نُفّذَ حكم الإعدام في اثنين من المتهمين بالهجوم، وأعدما شنقا في مدينة شيراز جنوب البلاد. وأوضحت وكالة أنباء "الجمهورية الإسلامية الإيرانية" الرسمية (إرنا) أن الرجلين ساعدا في التخطيط للهجوم على المرقد.

## الهجوم
تمكَّن المهاجمانِ من دخولِ المرقد بسيارة بيجو من مدخل الشارع التاسع وفتحَا النيران على الحجاج وغيرهم من المتواجدين في المنطقة. بحسبِ النائب الأمني لمحافظة فارس، فقد أُطلقت خلال هذا الهجوم حوالي 60 رصاصة على الزوار. قُبض على شخصين متورطين في الهجوم بينما ذكرت مصادر أنّ أحدهما هرب، إلا أنّ قائد قوة شرطة محافظة فارس أعلنَ أنّ مرتكب هذا الهجوم هو شخصٌ واحدٌ فقد وقد أُصيب خلال تبادل إطلاق النار وجرى اعتقاله في وقتٍ لاحق.

## المسؤوليّة
أعلنَ تنظيم الدولة الإسلامية (داعش) مسؤوليته عن الهجوم عبر وكالة أعماق، لكنّ شبكة أخبار صوت أمريكا الفارسيّة (بالفارسية: بخش فارسی صدای آمریکا) نقلت عن بعض المتظاهرين الإيرانيين تكهنهم بأنّ هذا الهجوم هو مؤامرة من تنفيذِ الحكومة الإيرانية لصرفِ الرأي العام عن الاحتجاجات في جميع أنحاء إيران والتي بدأت منذ مقتل الشابّة مهسا أميني على يدِ شرطة الأخلاق.

## الضحايا
قُتل خلال هذا الهجوم 13 شخصًا وذلك نتيجةً لإطلاق النار عليهم من المهاجمين وكان من بين الضحايا نساءٌ وأطفال.